# Счастливая семёрка (фильм)
«Счастливая семёрка» (англ. Lucky Seven, иер. трад. 七擒七縱七色狼, упр. 七擒七纵七色狼, кант.-рус.: Чхат кхам чхат чун чхат сик лон) — гонконгская кинокомедия 1970 года режиссёра и сценариста Ён Кхюня.

## Сюжет
Семеро ребят, приехавших на отдых в Гонконг, становятся свидетелями страшного преступления — похищения бесценного бриллианта и соглашаются выполнить задание умирающего старика и вернуть камень его законному владельцу. Теперь им всемером придётся сразиться с лидером китайской группировки и его подручными, чтобы вернуть бриллиант.

## В ролях
- Тина Ти[англ.] — Пак Имна
- Тхам Пинмань[англ.] — Пин
- Лэй Хёнкам — Хён
- Чен Куаньминь[англ.] — Минь
- Тоу Пхин[кит.] — Сай Лэйпхэн
- Хелена Ло[англ.] — слепая жена
- Тай Вайкуон[кит.] — Куон
- Чань Лёнчун[кит.] — Чун
- Коу Лоучхюнь[англ.] — Пьяный Кот
- Чау Кат[кит.] — Сань Чхинькат

## Кассовые сборы
Премьера в кинопрокате Гонконга состоялась 29 мюля 1970 года. Завершившиеся 20 августа показы принесли картине кассовые сборы в размере 881 245,5 $HK.